# Chava Rosenfarb
Chava Rosenfarb, Khave Rozenfarb en yiddish, née à Łódź en Pologne le 9 février 1923 et décédée le 30 janvier 2011 à Lethbridge, Alberta, Canada, était une écrivaine et poétesse canadienne de langue yiddish.

## Biographie
Chava Rosenfarb voit le jour dans une famille pauvre. Ses parents sont des bundistes, membres du parti socialiste de Russie et de Pologne. Elle commence à écrire à l'âge de 8 ans. Pendant la Seconde Guerre mondiale, elle est enfermée dans le ghetto de Łódź pendant quatre ans.  Sa vocation de poète s'affirme pendant cette période difficile. Elle devient la protégée du poète Sayevitch et la plus jeune poète du cercle poétique du ghetto. Son cœur balance entre Bono Wiener, un des chefs de la résistance juive du ghetto et Henry Morgentaler.  Lors de la liquidation du ghetto en 1944, sa famille, celle de Morgentaler et Sayevitch parviennent à se dissimuler dans une cache de leur appartement. C'est ce moment que la jeune poétesse choisit pour écrire une étrange berceuse, mélange des expériences de la vie dans le ghetto et de poésie de la Shoah. Mais les nazis finissent par les découvrir, les arrêtent le 23 août 1944 et ils sont déportés à Auschwitz. Chava Rosenfarb a alors 21 ans. Elle est séparée de son père mais sa mère, ses deux sœurs et elle-même sont envoyées à Sasel (de) près de Hambourg dans un camp de travail. Elles sont chargées de reconstruire les maisons détruites par les bombardements alliés. Chava Rosenfarb parvient à se procurer de quoi écrire et peut ainsi recopier les poèmes qu'elle avait écrits dans le ghetto et appris par cœur. Les quatre femmes sont ensuite déportées à Bergen-Belsen.
Le camp est libéré par l'armée britannique en 1945 alors que Chava Rosenfarb est gravement atteinte du typhus. Elle apprend que son père est mort sous les bombardements américains alors qu'il était transféré à Dachau.
Après la guerre, la famille émigre en Belgique, se retrouve dans un camp de réfugiés et n'arrive pas à obtenir une autorisation de travail. Chava Rosenfarb épouse Henry Morgentaler. En 1950, elle a déjà publié trois volumes de poèmes consacrés à la période de la guerre. Cette année-là, le couple émigre au Canada et s'installe à Montréal. Chava Rosenfarb continue à écrire en yiddish autour de la Shoah. Dans une de ses nouvelles, Der Griner, elle raconte l'histoire d'un survivant de la Shoah qui arrive au Canada et commence à travailler dans une usine.
En 1972, elle publie son œuvre majeure en trois volumes sur son expérience dans le ghetto de Łódź : le roman L'Arbre de Vie, Der boym fun lebn (דער בוים פֿון לעבן). Pour ce livre, elle a reçu le prix Manger en 1979, la plus haute distinction pour la littérature yiddish. Elle a remporté le prix John-Glassco 2000 pour la traduction en anglais de ce livre sous le titre The Tree of Life, traduction qu'elle a elle-même effectuée. En 1975, Chava Rosenfarb divorce d'Henry Morgentaler, très impliqué dans la lutte pour la défense du droit à l'avortement et qui lui reproche de vivre dans le passé. Elle retrouve alors son autre amour de jeunesse Bono Wiener, devenu homme d'affaires en Australie avec qui elle vit jusqu'en 1995 (date de la mort de Bono Wiener).
Chava Rosenfarb a participé régulièrement à des revues yiddish comme Di Goldene Keyt (די גאָלדענע קייט), revue à laquelle participe aussi le grand poète yiddish Avrom Sutzkever. Elle a passé ses dernières années à Toronto. Sa fille Goldie Morgentaler est elle aussi devenue une écrivaine yiddish.

## Œuvres
L'œuvre de Chava Rosenfarb n'est pas publiée en français.

### En yiddish
- Di balade fun nekhtikn velt, Londres, 1947. Poèmes écrits dans le ghetto de Łódź (1940-44), dans le camp d'extermination[réf. nécessaire] de Losel[réf. nécessaire] (Hambourg) et, après la libération, à Bruxelles.
- Dos lid fun dem yidishn kelner Avram, Londres, Moyshe Over, 1948. Ce poème retrace la vie d'un garçon de restaurant et de sa famille, depuis l'enfance jusqu'à l'extermination par les Allemands en 1943.
- Geto un andere lider, Montreal: H. Hershman, 1950.
- Der foygl fun geto : Tragedye in dray aknn, Montreal, H. Morgentaler, 1958.
- Aroys fun gan-eydn (Hors du Paradis), Tel-Aviv: Peretz farlag, 1965.
- Der boym fun lebn, Tel-Aviv, Hamenora, 1972.
- Botshani, Tel-Aviv: I. L. Peretz Publishing House, 1983.
- Briv tsu abrashen, Tel-Aviv: I. L. Peretz Publishing House, 1992, traduit en anglais sous le titre de Letters to Abrash dans "The Montreal Gazette" du 7 mai 1995.

### En anglais
- The Tree of Life, University of Wisconsin Press, 2004. première publication : Melbourne, Scribe, 1985
- Bocainy, Syracuse University Press, 2000.
- Of Lodz and Love, Syracuse University Press, 2000.
- Survivors: Seven Short Stories, Cormorant Books, 2005

## Compléments